# Massís de les Monédières

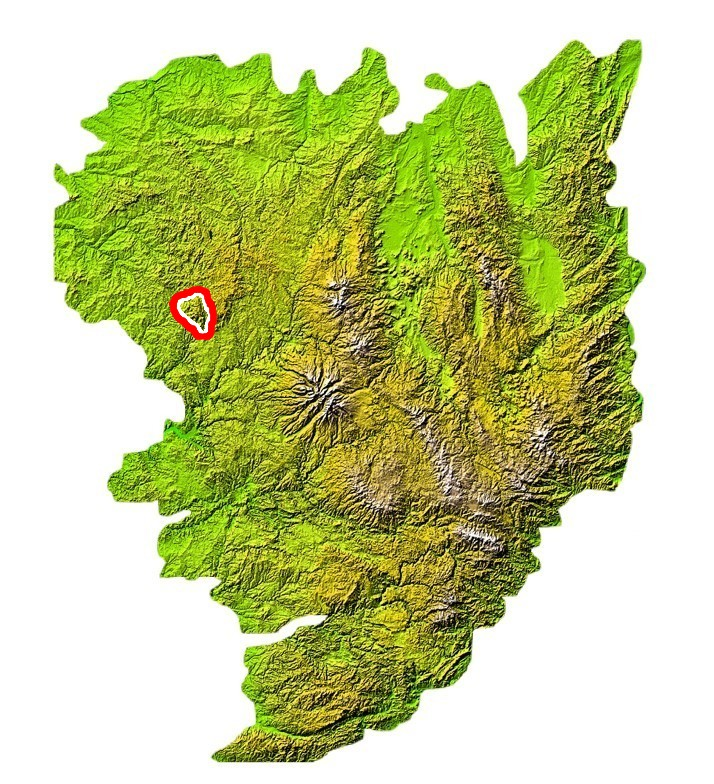
Situació al Massís Central

El Massís de les Monédières és un conjunt granític que forma part del Massís Central que està situat al departament de la Corresa, al sud-oest de l'Altiplà de Millevaches.
La superfície és d'uns 60 km² i està comprès als municipis de 
- Treignac al nord ;
- Madranges a l'oest ;
- Chaumeil al sud ;
- Lestards a l'est.

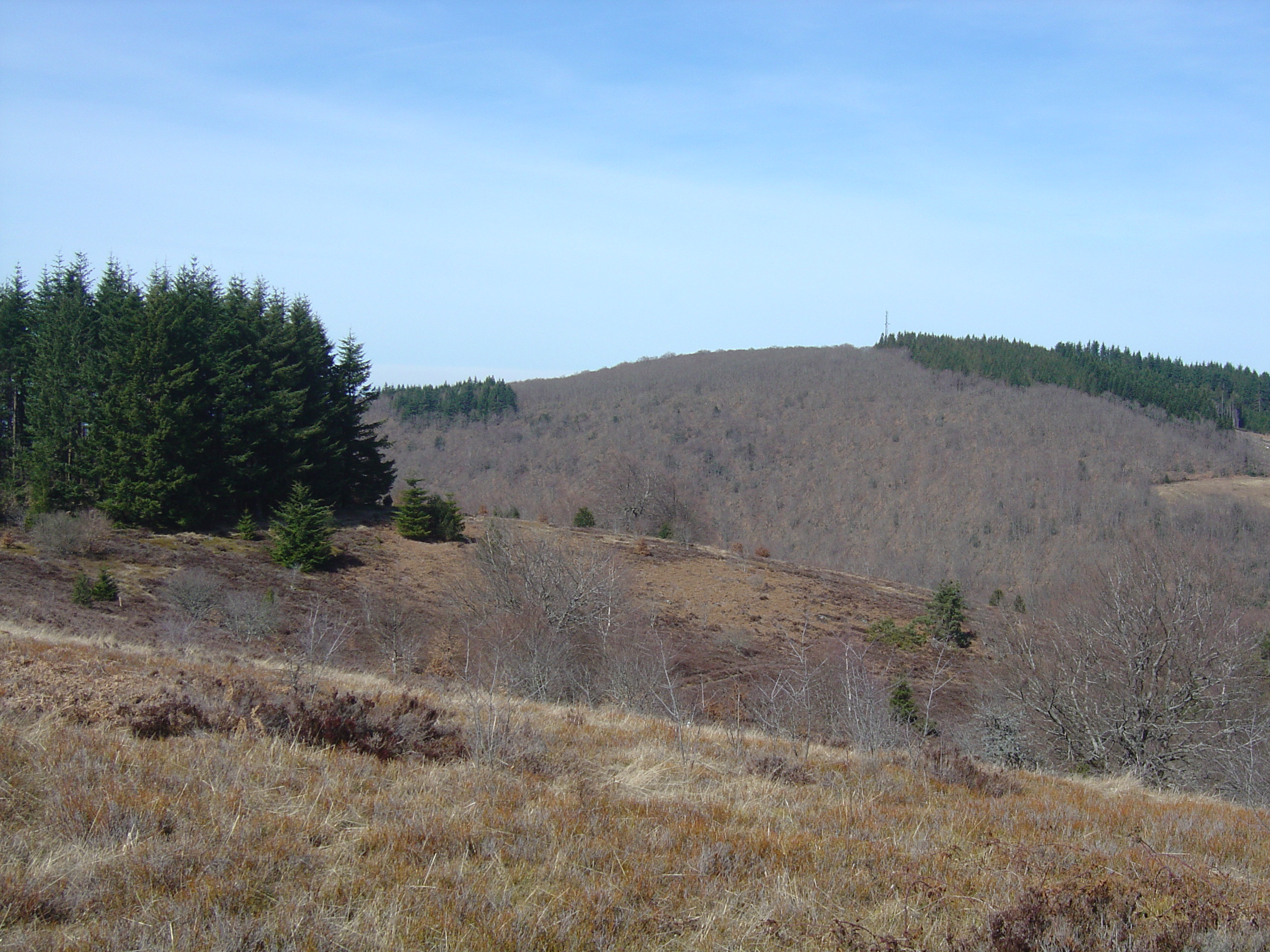
El puig de Monédière, punt més alt del massís

El mot Monédières significa «muntanyes del dia», i fa pensar en els jocs de llums. El massís ha patit tres incendis importants durant la història. El primer el va dur a terme Juli Cèsar per tal d'eliminar els perseguits i els druides autòctons; el segon va ser provocat pels procònsols romans amb el mateix objectiu, i finalment Louis de Pompadour, el baró de Treignac, va perpretar el tercer en el transcurs de les guerres de religió franceses.
La cursa ciclista del Bol d'or de les Monédières, organitzada per l'acordionista Jean Ségurel, es corre en el massís.

## Principals cims
Els cims principals dominen les valls que estan a 150-300 m.
- el puig de Monédière, punt culminant a 919 metres.
- el Suc al May, 908 metres, des d'on es pot veure el Parc Natural Regional dels Volcans d'Alvèrnia (chaîne des Puys, monts Dore, Cézallier, monts del Cantal) i la resta del Parc Naturel Regional de Millevaches del Llemosí (mont Gargan, mont Bessou) i on hi ha una taula d'orientació.
- el Peuch géant, 856 metres.
- el puy Charrin, 869 metres.
- el puy d'Orliac, 705 metres.

## Clima
Tot i que la regió està influenciada pels vents atlàntics, el clima és ben muntanyenc, amb hiverns rudes, neus i un estiu curt, però calorós.

## Galeria

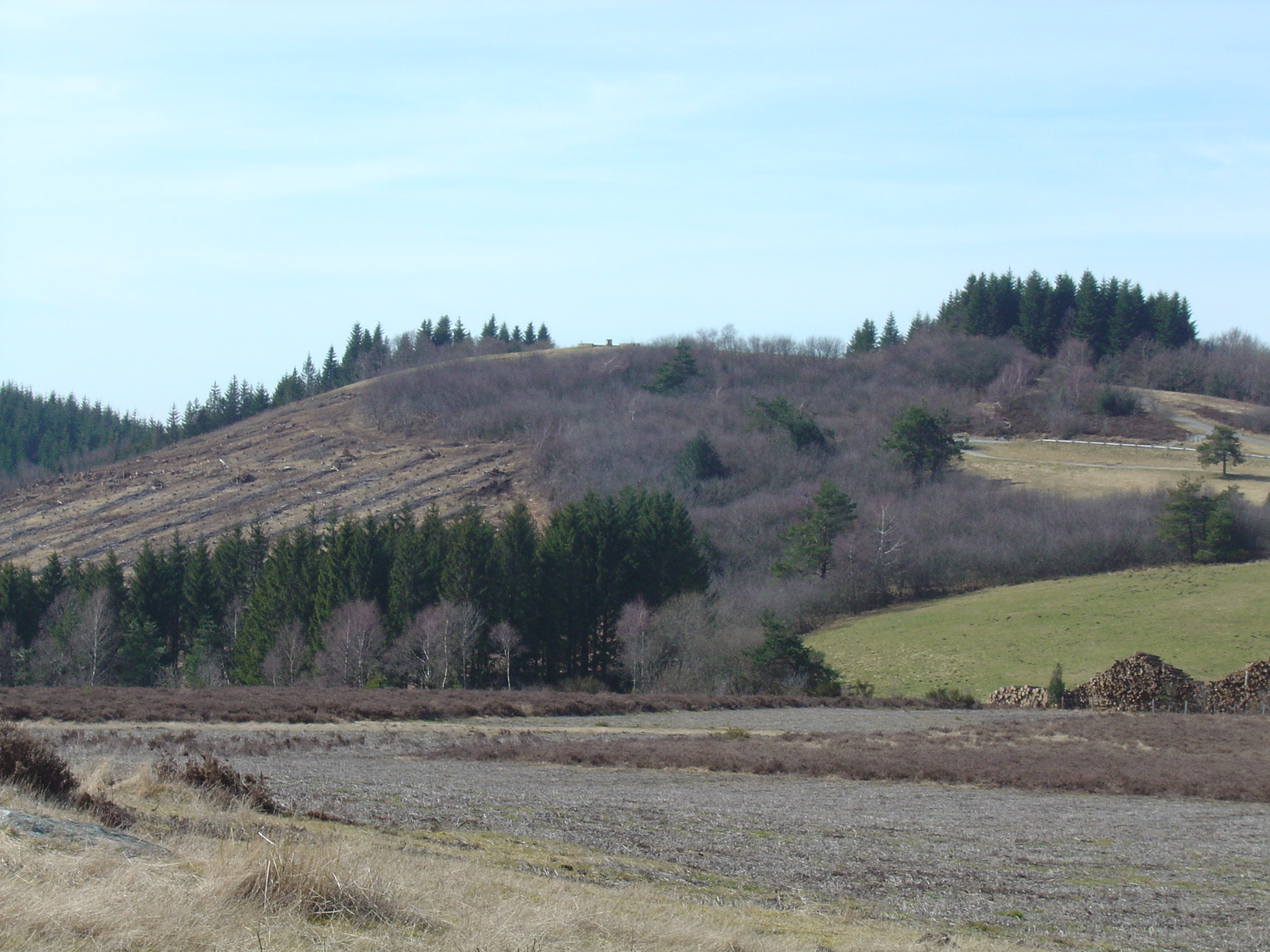
Le Suc al May
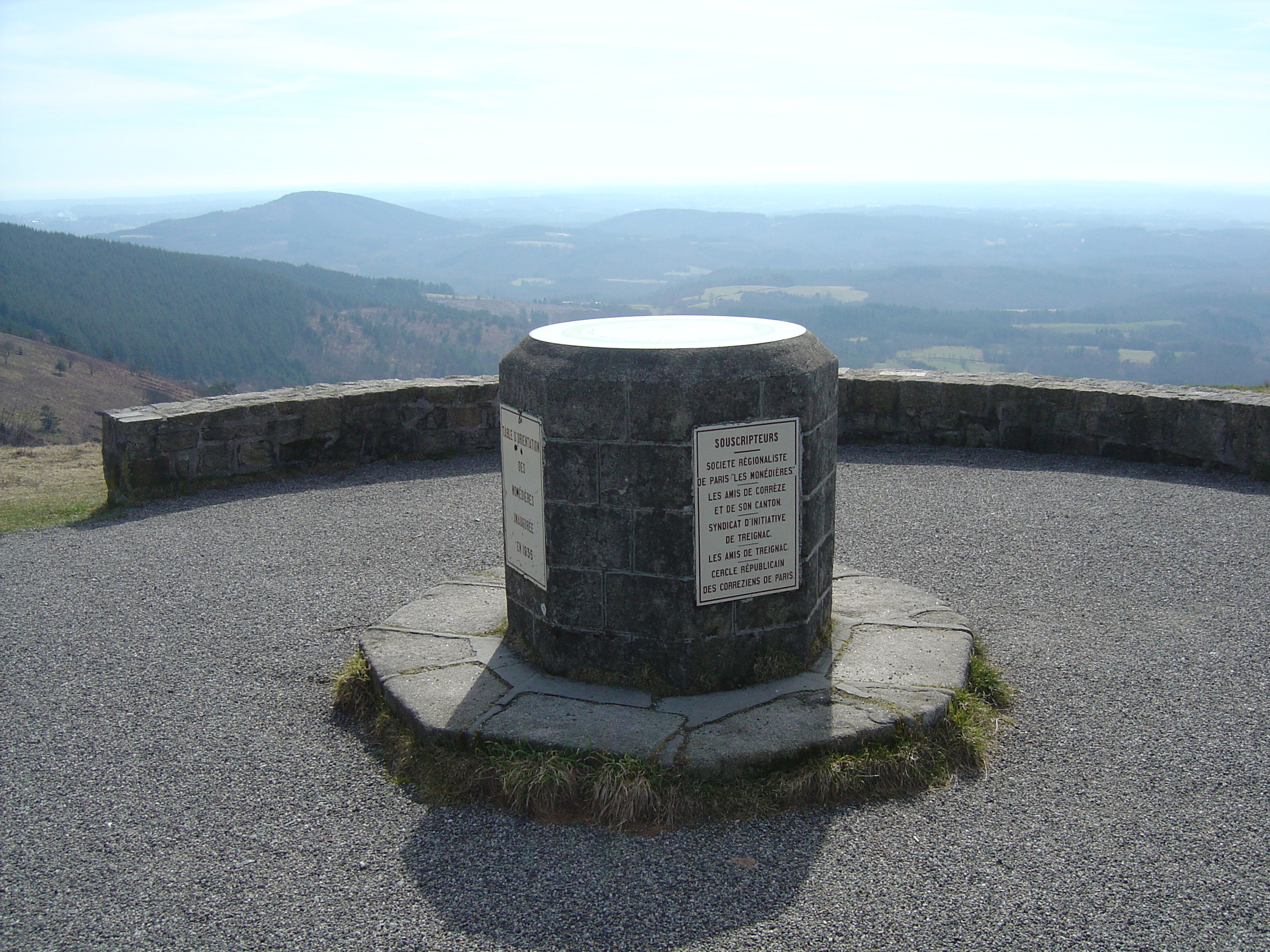
Taula d'orientació del Suc al May, que data de 1935